# Pol Valentín
Pol Valentín Sancho, né le 21 février 1997 à Avinyonet de Puigventós, est un footballeur espagnol qui évolue au poste d'arrière droit.

## Biographie
Pol Valentín Sancho naît à Avinyonet de Puigventós dans la province de Gérone en Catalogne. Il est le fils de Albert Valentín Escolano, joueur emblématique de l'UE Figueres, et le frère de Gerard Valentín qui joue actuellement au SD Huesca. Pol Valentín est formé dans les catégories jeunes de l'UE Figueres. Il fait ses débuts en senior le 6 décembre 2014 en Tercera División (quatrième division) face au FC Vilafranca où il entre en toute fin de match. Il est alors âgé de 17 ans. En 2015, il rejoint le Gimnàstic Tarragone où il jouera d'abord chez les jeunes.
Il évolue, lors des saisons 2016-2017 et 2017-2018, avec l'équipe réserve, le Pobla de Mafumet, où il inscrit notamment son premier but en senior contre Palamós. Il jouera aussi son premier match avec l'équipe senior en Segunda División contre Almería et prolongera son contrat avec Nàstic jusqu'en 2020 pendant cette période.
Lors de la saison 2018-2019, il joue onze matches avec le Gimnàstic en Liga SmartBank où il ne peut pas empêcher la relégation en troisième division de son équipe. Il s'impose comme un titulaire indiscutable lors du début de saison 2019-2020 où il joue 17 matchs avant de rejoindre l'équipe réserve de Valence en janvier 2020 où il joue six matches.
Le 29 août 2020, Pol Valentín revient en deuxième division en rejoignant le CF Fuenlabrada pour deux saisons.